# Enantiomer
Enantiomer je v kemiji eden od dveh stereoizomerov, ki sta svoji neskladni zrcalni sliki; molekuli imata enako molekulsko maso, enako kemijsko formulo, le v stereogenem centru imata skupine razvrščene drugače. Stereogeni center je atom (običajno ogljikov), ki omogoča različno razvrstitev skupin okoli sebe. Vsak stereogeni center daje možnost, da se tvorita dva različna enantiomera (ki sta zrcalni podobi). Molekula, ki ima n stereogenih centrov, lahko skupno tvori 2n enantiomerov. Molekule v naravi, ki vsebujejo stereogene centre, se nahajajo pogosto le v obliki enega od enantiomerov.
To vrsto izomerije imenujemo kiralnost (po grški besedi za roko, saj pri enantiomerih ni možno s sukanjem molekul nikoli dobiti dveh skladnih molekul, kot ne moremo skladno položiti leve roke na desno, ker sta prav tako zrcalni podobi).

## Lastnosti
Enantiomeri izkazujejo v simetričnem okolju enake fizikalne in kemijske značilnosti, razlika je le v zasuku polarizirane svetlobe; en enantiomer zasuče svetlobo v desno (zato ga imenujemo desnosučni), drugi pa v levo (levosučni). Zmes dveh enakih delov enantiomerov imenujemo racemat in le-ta ne suče polarizirane svetlobe. Do razlik v drugih lastnostih lahko pride v interakciji z drugimi molekulami, ki so prav tako asimetrične. Kiralnost je zato pogosto pomembna tudi v organizmu, kjer en enantiomer določene spojine izkazuje večji učinek na biološko tarčo, na primer na encim, poznamo pa tudi primere tako imenovane popolne stereospecifičnosti, kjer učinek izzove le en enantiomer, drugi pa sploh ne.

## Izrazoslovje
Enantiomere lahko poimenujemo po dveh različnih sistemih:

### Levosučnost/desnosučnost
Eden od načinov poimenovanja je že zgoraj omenjena sučnost polarizirane svetlobe. Enantiomer, ki zasuče polarizirano svetlobo v desno, imenujemo desnosučni enantiomer in ga označimo z znakom plus: (+)-enantiomer, drugi pa je levosučni in ga označimo z minusom: (–)-enantiomer. Pri določenih skupinah spojin, na primer pri sladkorjih, si pomagamo s Fischerjevim prikazom strukture spojine. Glede na sučnost nekatere spojine poimenujemo z latinskima predponama dekstro- (desno) in levo- (levo).

### R/S-sistem
Ta način poimenovanja temelji na razvrstitvi substituentov okoli stereogenega centra. Po Cahn-Ingold-Prelogovem pravilu je določeno, kateri substituenti imajo prednost pred drugimi. Tako razvrstimo vse substituente glede na prioriteto 1 > 2 > 3 > 4, substituent z najnižjo prioriteto (4) zavrtimo pod ravnino lista, nato pa pogledamo, kako si sledijo preostali trije v zaporedju 1 > 2 > 3. Če si sledijo v smeri urinega kazalca, gre za R-enantiomer, v nasprotni smeri pa za S-enantiomer.